# Zandhoek (Venray)
De Zandhoek is een van de buurtschappen van het Limburgse dorp Oirlo in de Nederlandse gemeente Venray. De bebouwing gaat zeker terug tot de 18e eeuw: in de Franse tijd hoorde de Zandhoek bij de toen zelfstandige gemeente Oirlo.
Blitterswijck · Castenray · Geijsteren · Heide · Leunen · Merselo · Oirlo · Oostrum · Smakt · Venray · Veulen · Vredepeel · Wanssum · Ysselsteyn

Buurtschap: Beek · Boddenbroek · Boshuijzen · Brabander · Endepoel · Haag · Hoogriebroek · Kleindorp · Klein-Oirlo · Laagriebroek · Loobeek · Molenhoek · de Nachtegaal · Overbroek · Scheide · Schoor · Weverslo · Zandhoek

Limburg: Steden en dorpen      Nederland: Provincies · Gemeenten